# Брейкдаун (Трансформери)
Брейкдаун (англ. Breakdown, в російській телевізійній версії 6-го каналу — рос. Крушитель) — персонаж вигаданого «Всесвіту трансформерів», дійова особа кількох мультсеріалів про трансформерів. Належність — десептикон. Підгрупа — еффектікони. Спеціалізація — розвідник.

## Опис
Коли Брейкдаун знаходиться в режимі автомобіля, йому ввижається, що всі навколо видивляються на нього, і причому не тільки інші трансформери, люди або інші живі істоти, але навіть світлофори, автомобілі та інша техніка. Необхідність рухатися по шосе серед інших машин виводить Брейкдауна з себе, і він починає нервувати. Постійний стрес згубно впливає на його мікросхеми, викликаючи збої в їхній роботі, аж до того, що на якийсь час його мотор може взагалі стихнути. Причина подібних переживань — страх: Брейкдаун боїться, що в будь-який момент може бути викритий, і тоді всі дізнаються, що він — прибулець з іншої планети. Він ніколи не може звільнитися від цього страху, від свідомості своєї «чужорідності», і впевнений, що всі відчувають до нього те саме, що і він.
Якби у Брейкдауна була можливість вибирати, то він волів би стати просто людиною з плоті і крові; в цьому випадку він, як йому здається, зміг би швидко і безперешкодно проникати на ворожі бази, щоб допомогти десептиконам захопити Землю.

## Біографія і характер

### «The Transformers»
Як і інші еффектікони, Брейкдаун був створений Мегатрон ом зі звичайної земної машини. На Кібертрон за допомогою Сигма Комп'ютера він знайшов власну ідентифікаційну плату. Характер, закладений в платі, дав Брейкдауну стервозність, соціофобію і 100 % чистого ненависті до автоботам. Команда з еффектіконов вийшла невдала, тому що всі її члени смертельно боялися і ненавиділи свого лідера — Мотомастер, але відкрито свою ненависть висловлювати не могли, тому що «бунтівникові» належало битися з ним, а всім відомо, що він неодноразово кидав виклик самому Оптімус Прайм. Тим не менше, між окремими членами команди стосунки складалися цілком вдало. Приміром, Брейкдаун рідко діє самостійно; зазвичай його напарником є самий відчайдушний з еффектіконов — Вайлдрайдер, самовпевненість якого надає йому бадьорості і заспокоює. Одного разу він навіть врятував всю команду, звільнивши їх з-під арешту, коли вони потрапили в полон до автоботам. У подальших подіях особливої ролі не грає, нарівні з іншими членами команди бере участь у звичайних битвах — як самостійно, так і в складі гештальта.

### «Transformers: Prime»
Брейкдаун в цьому серіалі грає досить істотну роль. Він тут вже не психований гонщик, а фахівець-ремонтник. Є помічником Нокауту, медика десептиконів, на якого той звалює всю чорну роботу. Втім, сам Брейкдаун на це нітрохи не в образі. Роздумувати, будувати плани, приймати рішення — це не його стихія, і він охоче довіряє Нокауту робити і те, і друге, і третє. Зате в бою йому мало знайдеться рівних. Сила Брейкдауна в поєднанні з хитрістю Нокауту — небезпечна річ, в чому Автоботи вже не раз переконувалися. Ці двоє вдало доповнюють один одного, і тому завжди діють спільно. Тим не менше, коли Брейкдаун був викрадений «Механік», до нього на виручку примчав чи не його приятель Нокаут, а Старскрім (правда, до цього часу Брейкдауна вже звільнив Балкхед); Нокаут не наважився порушити наказ Мегатрона, який заборонив кому б то не було рятувати Брейкдауна, коли дізнався, що той в полоні у людей. 
 Брейкдауна взяли в команду «Немезиди» за величезну силу, і він виправдав свою репутацію могутнього бійця, але на Землі йому довелося несолодко — одного разу його захопила злочинна компанія М. Є.Х., і з метою вивчення інопланетних технологій вирвала йому око (надалі очей Брейкдауна був перероблений в двосторонній відеопередавачі). Де б Брейкдаун не був, його вчинками рухає одна мета — люта, незмірна злоба на автоботів, і він готовий розтерзати будь-якого з них на частини, якщо тільки випаде така можливість. Його особистий ворог — автобот Балкхед. Його смертельним ворогом є також десептіконша Ейрахніда; коли Мегатрон наказує Брейкдауну знищити її, він охоче береться за це завдання, але в підсумку гине сам: павучиха знерухомила його своєю павутиною, а потім буквально пошматувала бідолаху на шматки. Те, що залишилося від його тіла, забрали «Механік», перетворивши його на вмістилище розуму і особистості свого загиблого командира Сайлес.

## Технічні можливості
Альт-форма Брейкдауна — суперкар Lamborghini Countach. В автомобільному режимі може розігнатися по прямій до швидкості 220 миль / год. До того ж його потужний мотор здатний при роботі створювати найсильнішу вібрацію, яка викликає механічні ушкодження, що виводять з ладу інші транспорт ні засоби та прилад и (саме так Брейкдаун допоміг своїм побратимам-еффектіконам втекти з-під арешту, коли Автоботи відловили їх усіх і замкнули в енергетичної клітці у себе на базі).
  
У режимі робота зброю Брейкдауна — ударна гармата; її дія дає аналогічний ефект, з тією тільки різницею, що в цьому випадку збільшується точність і сила удару, а значить, і наслідки виявляються більш руйнівними.
Разом з іншими еффектіконамі є складовою частиною гігантського робота — гештальта МЕГАЗАВР; утворює його праву ногу.
Бойові якості Брейкдауна характеризуються наступним чином: хоробрість — 8, інтелект, швидкість і вогнева міць — 7, сила і майстерність — 6, стійкість — 5.
У мультсеріалі «Prime» Брейкдаун змінив альт-форму з елегантного гоночного автомобіля на важкий броньований автофургон. Його зброєю стали дві масивні кувалди, в які він може перетворювати свої руки. Результатом стало кардинальна зміна рейтингу бойових якостей Брейкдауна: оцінки швидкості та інтелекту впали до 4 балів, оцінка вогневої потужності — до 6 балів, зате показники сили і витривалості підскочили аж до 9
. Його новий корпус настільки міцний, що він може стрибнути на землю з висоти кількох сотень метрів і при цьому залишитися цілим і неушкодженим.

## Слабкі сторони
Брейкдаун в «G1» — типовий психопат, і в цьому корінь усіх його неприємностей і проблем. Напади социофобии дуже ускладнюють його діяльність і знижують її ефективність, особливо, коли Брейкдаун виступає в ролі розвідника в тил у ворога, або якщо йому доводиться стикатися з іншими складними ситуаціями. Схильний також механічним поломок. Найвразливіше місце Брейкдауна — його паливний насос; його герметичність легко порушити, і в результаті виникає витік палива, як в режимі робота, так і автомобіля. Подібні випадки можна назвати критичними, оскільки вони викликають повне відключення Брейкдауна, або, принаймні, незаплановану зупинку.
У «TF Prime» головною проблемою Брейкдауна є його гарячність. Глузування діють на нього, як червона ганчірка на бика: він повністю втрачає контроль над собою і кидається на кривдника, забувши про все на світі. Саме це і послужило причиною його загибелі: виведений з себе знущальними репліками Ейрахніди, він, втративши голову від гніву і не слухаючи порад свого напарника Дредвінга, кинувся за нею в погоню і влучив у підбудовану Павучихою пастку .

## Цікаві факти
- У коміксах Titan Magazines ім'я Брейкдауна помилково вказано як  Brakedown .
- Поява Брейкдауна та інших стантіконов очікувалося у фільмі «Трансформери: Епоха винищення», проте в остаточний склад він і його товариші не увійшли.

## Поява в серіях
Трансформери G1
- 56. Ключ від Сигма Комп'ютера / The Key to Vector Sigma (Part 1)
- 57. Ключ від Сигма Комп'ютера (Частина 2) / The Key to Vector Sigma (Part 2)
- 60. Транс-Європейський експрес / Trans-Europe Express
- 61. Космічна іржа / Cosmic Rust
- 62. Загін Скандаліста / Starscream's Brigade
- 64. Маскарад / Masquerade
- 66. П'ять ликів темряви (Частина 1) / Five Faces of Darkness (Part 1)
- 84. Головна зброя / The Ultimate Weapon
- 94. Повернення Оптімуса Прайма (Частина 1) / The Return of Optimus Prime (Part 1)

Transformers: Scramble City
 'Трансформери: The Headmasters' 
- 1. Четверо небесних воїнів / Four Warriors Come out of the Sky
- 2. Історія планети Майстер / The Mystery of Planet Master
- 9. Криза на Кібертрон (Частина 1) / Seibertron Is in Grave Danger (Part 1)
- 10. Криза на Кібертрон (Частина 2) / Seibertron Is in Grave Danger (Part 2)
- 13. Здоровань Максимус знаходить нову силу / Head On !! Fortress Maximus
- 26. Боротьба за виживання / I Risk My Life for Earth
- 35. Остання битва за Землю (Частина 2) / The Final Showdown on Earth

Transformers: Prime

## Відеоігри
Іграбелен в грі Transformers: War for Cybertron, де присутня в трьох місіях — «Іаконо зруйнований», «Загибель надії» і «Останній страж». Допомагає Мегатрон у і Саундвейв у перемогти предводителя автоботів — Зету Прайма. Потім б'ється з Омегою Супріма, якого випадково активує Мегатрон. Пізніше не з'являвся.